# Gürbetalbahn
| Pendelzug mit RBDe 565 und Zwischenwagen Jumbo im Gürbetal. | |                                             |                      |
| Streckennummer (BAV): | 298 |                                             |                      |
| Fahrplanfeld: | 303 (früher 298)                                                                                         |                                             |                      |
| Streckenlänge: | 34,35 km                                                                                                 |                                             |                      |
| Spurweite: | 1435 mm (Normalspur)                                                                                     |                                             |                      |
| Stromsystem: | 15 kV 16,7 Hz ~                                                                                          |                                             |                      |
| Maximale Neigung: | 22 ‰ |                                             |                      |
| Zugbeeinflussung: | ETCS Level 1                                                                                             |                                             |                      |
| Zweigleisigkeit: | Bern Holligen–Bern Weissenbühl, Wabern–Kehrsatz, Falkenhaus–Belp, Toffen–Kaufdorf, Uetendorf–Lerchenfeld |                                             |                      |
| | |                                             |                      |
| Bern Holligen–Thun | |                                             |                      |
| \| \| \| von Bern \| \| \| \| 2,54 \| Bern Holligen \| 551 m ü. M. \| \| \| \| nach Neuchâtel \| \| \| \| \| Lausanne–Bern \| \| \| \| 3,12 \| Bern Europaplatz \| 546 m ü. M. \| \| \| 3,52 \| Bern Fischermätteli \| 551 m ü. M. \| \| \| \| nach Schwarzenburg \| \| \| \| 4,33 \| Bern Weissenstein (1923–1982) \| 550 m ü. M. \| \| \| 5,09 \| Bern Weissenbühl \| 550 m ü. M. \| \| \| 6,57 \| Wabern bei Bern \| 560 m ü. M. \| \| \| 8,26 \| Breitenacker \| Breitenacker \| \| \| 8,77 \| Kehrsatz Nord \| 567 m ü. M. \| \| \| \| Staatsstrasse (40 m) \| \| \| \| 9,67 \| Kehrsatz \| 570 m ü. M. \| \| \| 10,87 \| Falkenhaus \| 551 m ü. M. \| \| \| 11,92 \| Belp Steinbach \| 526 m ü. M. \| \| \| 12,70 \| Belp \| 523 m ü. M. \| \| \| 16,13 \| Toffen \| 528 m ü. M. \| \| \| 18,47 \| Kaufdorf \| 535 m ü. M. \| \| \| 21,34 \| Thurnen \| 550 m ü. M. \| \| \| 24,20 \| Burgistein \| 567 m ü. M. \| \| \| 25,72 \| Seftigen \| 578 m ü. M. \| \| \| 26,56 \| Kulminationspunkt \| 588 m ü. M. \| \| \| 29,30 \| Uetendorf \| 554 m ü. M. \| \| \| 30,99 \| Uetendorf Allmend \| 555 m ü. M. \| \| \| 32,08 \| Lerchenfeld (Personenverkehr bis Dez. 2006) \| 557 m ü. M. \| \| \| \| von Bern \| \| \| \| \| von Burgdorf \| \| \| \| 34,47 \| Thun \| 560 m ü. M. \| \| \| \| nach Interlaken \| \| | |                                             |                      |
| Strecke | | von Bern                                    | von Bern             |
| Dienststation / Betriebs- oder Güterbahnhof | 2,54 | Bern Holligen                               | 551 m ü. M.          |
| Abzweig geradeaus und nach rechts | | nach Neuchâtel                              | nach Neuchâtel       |
| Kreuzung geradeaus unten | | Lausanne–Bern                               | Lausanne–Bern        |
| Haltepunkt / Haltestelle | 3,12 | Bern Europaplatz                            | 546 m ü. M.          |
| Dienststation / Betriebs- oder Güterbahnhof | 3,52 | Bern Fischermätteli                         | 551 m ü. M.          |
| Abzweig geradeaus und nach rechts | | nach Schwarzenburg                          | nach Schwarzenburg   |
| ehemaliger Bahnhof | 4,33 | Bern Weissenstein (1923–1982)               | 550 m ü. M.          |
| Bahnhof | 5,09 | Bern Weissenbühl                            | 550 m ü. M.          |
| Bahnhof | 6,57 | Wabern bei Bern                             | 560 m ü. M.          |
| Überleitstelle / Spurwechsel | 8,26 | Breitenacker                                | Breitenacker         |
| Haltepunkt / Haltestelle | 8,77 | Kehrsatz Nord                               | 567 m ü. M.          |
| Brücke | | Staatsstrasse (40 m)                        | Staatsstrasse (40 m) |
| Bahnhof | 9,67 | Kehrsatz                                    | 570 m ü. M.          |
| Überleitstelle / Spurwechsel | 10,87 | Falkenhaus                                  | 551 m ü. M.          |
| Haltepunkt / Haltestelle | 11,92 | Belp Steinbach                              | 526 m ü. M.          |
| Bahnhof | 12,70 | Belp                                        | 523 m ü. M.          |
| Bahnhof | 16,13 | Toffen                                      | 528 m ü. M.          |
| Bahnhof | 18,47 | Kaufdorf                                    | 535 m ü. M.          |
| Haltepunkt / Haltestelle | 21,34 | Thurnen                                     | 550 m ü. M.          |
| Bahnhof | 24,20 | Burgistein                                  | 567 m ü. M.          |
| Haltepunkt / Haltestelle | 25,72 | Seftigen                                    | 578 m ü. M.          |
| Kulminations-/Scheitelpunkt | 26,56 | Kulminationspunkt                           | 588 m ü. M.          |
| Bahnhof | 29,30 | Uetendorf                                   | 554 m ü. M.          |
| Haltepunkt / Haltestelle | 30,99 | Uetendorf Allmend                           | 555 m ü. M.          |
| Dienststation / Betriebs- oder Güterbahnhof | 32,08 | Lerchenfeld (Personenverkehr bis Dez. 2006) | 557 m ü. M.          |
| Abzweig geradeaus und von links | | von Bern                                    | von Bern             |
| Abzweig geradeaus und von links | | von Burgdorf                                | von Burgdorf         |
| Bahnhof | 34,47 | Thun                                        | 560 m ü. M.          |
| Strecke | | nach Interlaken                             | nach Interlaken      |

Die Gürbetalbahn (GTB) ist eine ehemalige Eisenbahngesellschaft in der Schweiz. Sie wurde für den Bau und Betrieb der ab 14. August 1901 schrittweise eröffneten Eisenbahnstrecke von Bern über Belp nach Thun gegründet. Die Bezeichnung Gürbetalbahn für die Eisenbahnstrecke durch das Gürbetal ist ausserdem bis heute im Gebrauch. Im Volksmund wird die Linie ausserdem als «Gürbeschnägg» bezeichnet.

## Geschichte

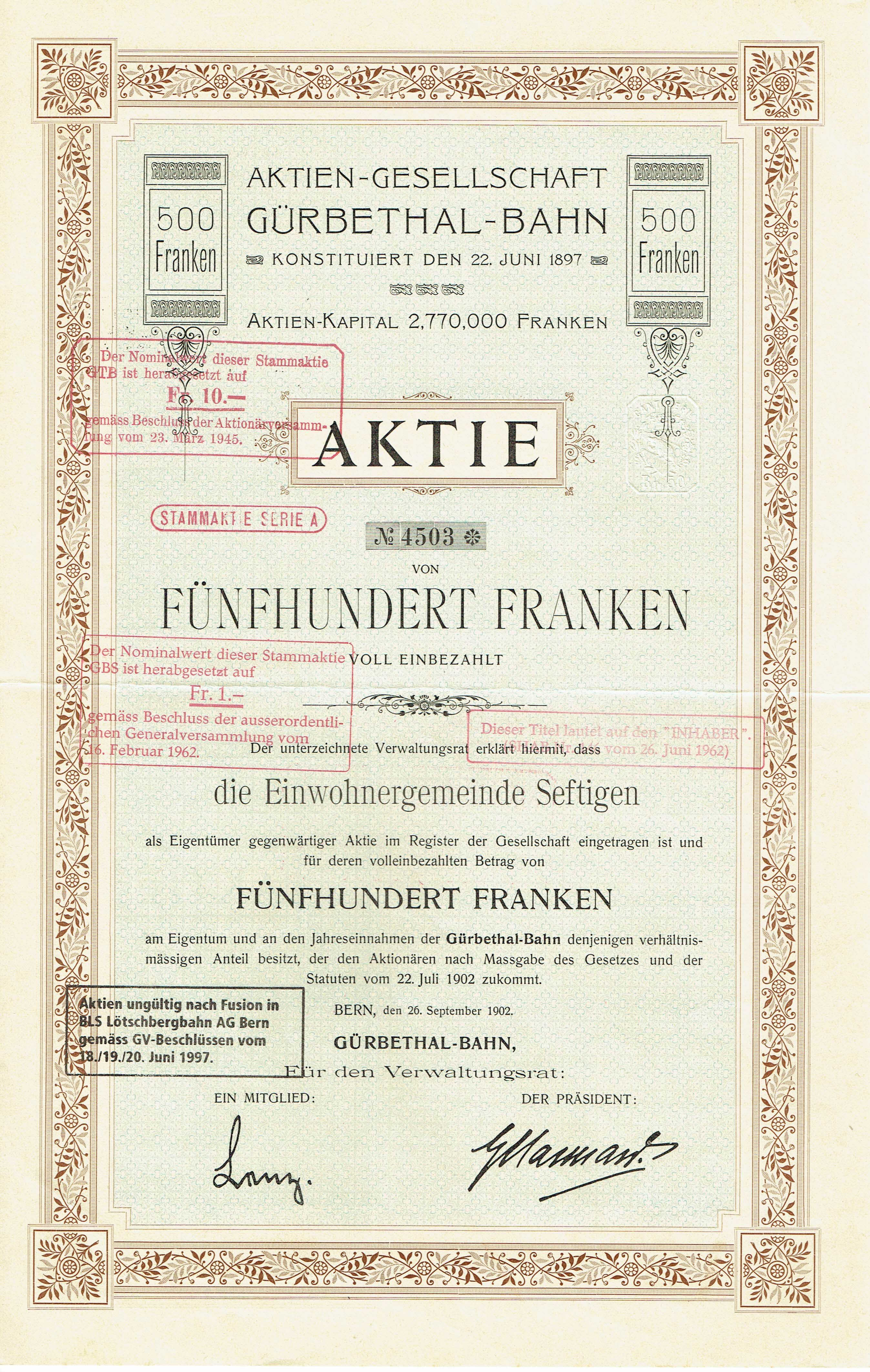
Aktie über 500 Franken der Gürbethal-Bahn vom 26. September 1902

Die Eröffnung des ersten Teilstücks der Gürbetalbahn zwischen Bern Weissenbühl und Burgistein-Wattenwil erfolgte am 14. August 1901, das Teilstück von der heutigen Dienststation Holligen bis Bern Weissenbühl folgte bereits am 9. November selbigen Jahres. Rund ein Jahr später, am 1. November 1902, wurde schliesslich das Teilstück von Burgistein-Wattenwil (heute Burgistein) nach Thun eröffnet.
Ab dem 16. August 1920 wurde die Strecke – per Dekret der Berner Regierung – elektrisch betrieben. Diese Bahnen wurden deshalb als «Dekretsbahnen» bezeichnet und die auf die Elektrifikation hin beschafften Lokomotiven Ce 4/6 als «Dekretsmühlen».
Die Bahngesellschaft fusionierte per 1. Januar 1944 mit der Bern-Schwarzenburg-Bahn (BSB) – ebenfalls eine Dekretsbahn – zur Gürbetal-Bern-Schwarzenburg-Bahn (GBS).
Die GTB sowie die BSB und danach die GBS waren Teil der BLS-Gruppe unter Führung der Bern-Lötschberg-Simplon-Bahn (BLS) beziehungsweise bis 1912 der Thunerseebahn (TSB). Die vier Gruppengesellschaften BLS, GBS, SEZ und BN fusionierten 1997 zur BLS Lötschbergbahn, die wiederum 2006 mit der Regionalverkehr Mittelland AG (RM) zur BLS AG fusionierte. Seit 2009 gehört die Infrastruktur zur BLS Netz AG.
In den letzten Jahren wurden mehrere Streckenabschnitte auf Doppelspur ausgebaut, u. a. Wabern–Kehrsatz-Nord und Uetendorf–Lerchenfeld.

## Rollmaterial

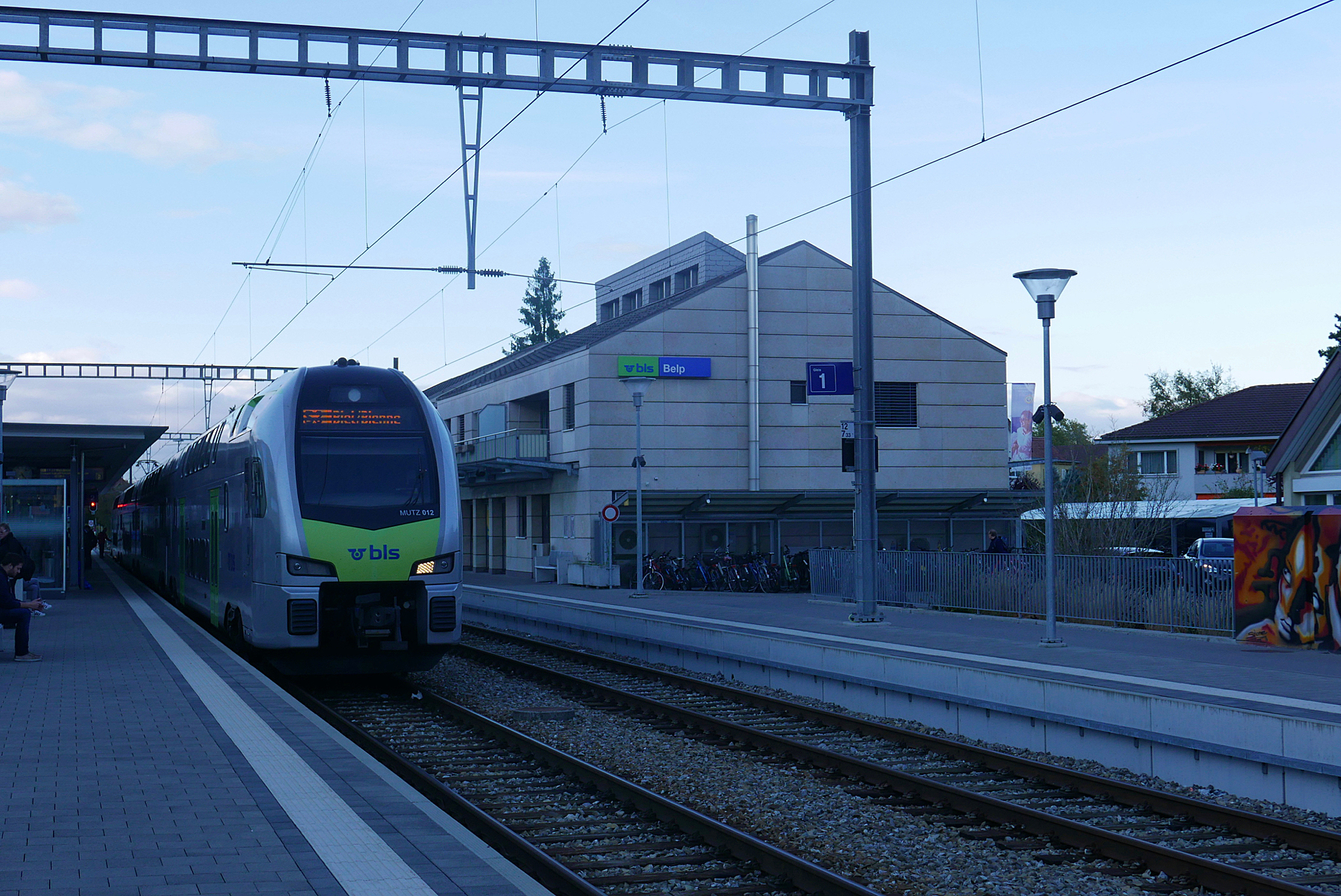
Doppelstock-Triebzug MUTZ der BLS in der Station Belp.

Der Fahrzeugpark war immer in die Betriebsgemeinschaft der TSB und nachher der BLS (und in deren Nummernschema) integriert. Innerhalb dieser Betriebsgemeinschaft wurden die Fahrzeuge häufig nach Bedarf auf anderen Strecken eingesetzt. Es wurde nur darauf geachtet, dass jede Gesellschaft etwa so viele Fahrzeuge in ihrem Eigentum hatte, wie für den Betrieb ihrer Strecke erforderlich waren.
Im Fahrzeugpark der Gürbetalbahn befand sich eine Ce 4/6-Lokomotive, die 1995 an den Club del San Gottardo überging.
Eine Besonderheit waren die zwischen 1914 und 1953 für den Transport des Berner Haus- und Straßenkehricht zur Strafanstalt Witzwil angeschafften Kehrichtwagen.

## Unfälle auf der Gürbetallinie
Am 2. Mai 1923 entgleiste in Wabern ein Personenzug wegen einer zu früh gestellten Weiche. Der Unfall forderte drei Tote und 13 Verletzte.
Am 1. November 1999 kamen beim Zusammenstoss zweier Züge der Berner S-Bahn in der Station Bern Weissenbühl eine junge Frau und ein Kleinkind ums Leben. 42 Personen wurden zum Teil schwer verletzt. Ein nach Belp fahrender NPZ der SBB missachtete das Gruppenausfahrsignal, fuhr zu früh los und prallte in den Mittelwagen des entgegenkommenden Eilzuges der BLS Lötschbergbahn (BLS). Nach dem Unfall hat die BLS entschieden, 200 Signale mit der Zugsicherung ZUB auszurüsten, die das Anfahren gegen geschlossene Signale verhindert.